# Günter Maass
Günter Maass (* 20. Jahrhundert) ist ein deutscher ehemaliger Schauspieler.

## Leben
Günter Maass absolvierte eine professionelle Schauspielausbildung. Er war als Schauspieler vor allem in der DDR tätig und wirkte in mehreren Filmen und Fernsehserien mit, darunter auch in acht Folgen der Reihe Polizeiruf 110. Er spielte dabei zumeist Nebenrollen. Nach der Wende war Maass nicht mehr als Schauspieler aktiv.

## Filmografie
- 1963: Blaulicht (Fernsehserie, 1 Folge)
- 1965: Chaussee zum großen Himmelswagen
- 1966: Ach, du meine Güte
- 1969: Aufregende Jahre (Fernsehserie, 1 Folge)
- 1971: Der überlistete König
- 1972: Polizeiruf 110: Verbrannte Spur (Fernsehserie)
- 1973: Polizeiruf 110: Nachttresor (Fernsehserie)
- 1973: Den Wolken ein Stück näher
- 1974: Tilla und der Burgvogt
- 1975: Polizeiruf 110: Das letzte Wochenende (Fernsehserie)
- 1977: Polizeiruf 110: Vermißt wird Peter Schnok (Fernsehserie)
- 1977: …Inklusive Totenschein
- 1977: Cyankali
- 1977: Die Verführbaren
- 1977: Eine vollkommen erlogene Geschichte
- 1978: Polizeiruf 110: Doppeltes Spiel (Fernsehserie)
- 1981: Polizeiruf 110: Trüffeljagd (Fernsehserie)
- 1981: Hochhausgeschichten (Fernsehserie, 1 Folge)
- 1981: Jockei Monika (Fernsehserie, 1 Folge)
- 1985: Die Leute von Züderow (Fernsehserie, 1 Folge)
- 1986: Polizeiruf 110: Kalter Engel (Fernsehserie)
- 1987: Polizeiruf 110: Im Kreis (Fernsehserie)